# Túnel de Roki

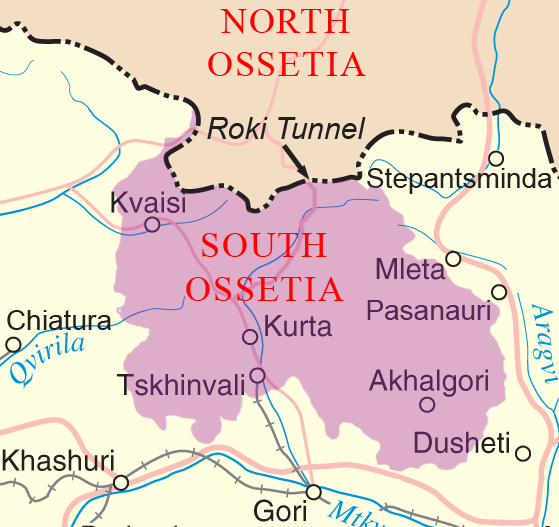
O Túnel de Roki é entre Ossétia do Norte e Ossétia do Sul.

O túnel de Roki (em russo: Рокский туннель; em osseto: Ручъы тъунел; em georgiano: როკის გვირაბი; e conhecido também como túnel Roksky) está situado na fronteira internacional que separa Geórgia e Rússia, ligando a república russa da Ossétia do Norte à república de facto independente da Ossétia do Sul. É um túnel de 3 730 metros de comprimento com um carril por sentido pertencente à estrada transcaucásica, que atravessa um trilho de alta montanha, alcançando altitudes próximas aos 2 000 metros.
O túnel, iniciado na década de 60 e completado em 1984 pelas autoridades soviéticas, é a principal portela entre a Ossétia do Sul e a Rússia. Devido ao clima do Cáucaso, a estrada não está aberta durante o inverno.

## Importância militar
No longo conflito entre a Ossétia do Sul e a Geórgia, especialmente durante a guerra civil e a guerra de 2008, o Túnel de Roki teve um papel significativo como lugar de transferência de reforços à república separatista. Além disso, as autoridades da Ossétia meridional aplicam uma portagem para melhorar o orçamento.
O seu carácter estratégico fez com que a Geórgia tentasse destruí-lo em 1991, sem sucesso, para deter a ofensiva osseta apoiada pela Rússia. Posteriormente, o governo da Geórgia, apoiado pelo americano, pediu várias vezes que a parte do túnel de jure pertencente ao seu país fosse custodiada por observadores internacionais e não pelas forças separatistas e russas que o vigilam desde 1993. Em junho de 2006 a portela de Kazbegi-Verkhni Lars foi bloqueada pelas forças russas, ficando o túnel de Roki como a única passagem aberta entre os dous países. Durante a guerra de 2008 com a Ossétia do Sul, o exército georgiano assinalou como meta prioritária na sua ofensiva dos dias 7 e 8 de agosto a tomada da boca sul para deter um possível contra-ataque russo. O avanço georgiano deteve-se nas redondezas de Tsjinval e desde a tarde do dia 8 até o final da guerra várias centenas de soldados russos, apoiados por blindados, cruzaram o túnel para lutar contra a Geórgia.